# Archieparquía de Tiruvalla
La archieparquía de Tiruvalla (en latín: Archieparchia Tiruvallensis y en inglés: Syro-Malankara Catholic Archeparchy of Tiruvalla) es una circunscripción eclesiástica de la Iglesia católica en India. Se trata de una archieparquía siro-malankar, sede metropolitana de la provincia eclesiástica de Tiruvalla. Desde el 26 de marzo de 2007 el archieparca es Thomas Koorilos Chakkalapadickal.

## Territorio y organización
La archieparquía tiene 9259 km² y extiende su jurisdicción sobre los fieles católicos siro-malankaras (excepto los knanayas) residentes en parte del estado de Kerala.
La sede de la archieparquía se encuentra en la ciudad de Tiruvalla (o Thiruvalla), tehsil del distrito de Pathanamthitta, en donde se halla la Catedral de San Juan.
La archieparquía tiene como sufragáneas a las eparquías de: Bathery, Muvattupuzha y Puthur.
En 2020 en la archieparquía existían 134 parroquias.

## Historia
Un ordinariato para los fieles del rito siro-malankar fue erigido el 13 de febrero de 1932 con la bula Magnum Nobis del papa Pío XI. El aumento repentino de fieles católicos llevó, en pocos meses, a la supresión del ordinariato y a la erección de la archieparquía de Trivandrum y de su sufragánea la eparquía de Tiruvalla con la bula Christo pastorum Principi del mismo papa.

V. Dioecesis Tiruvallensis, cuius limites fidem erunt ac dioecesium Verapolitanae et de Vijayapuram, nec non dioecesis Coccinensis partis septentrionalis fines, districtibus Tiruvalla, Niranam, Kottayam, Moovattwpuzha, et Kumamkulam constabit.
 VI. Episcopi Tiruvallensis sedem in oppido Tiruvalla statuimus, a quo dioecesis ipsa nuncupatur.
 VII. Cathedrali Ecclesiae Tiruvallensi eiusque pro tempore Episcopis iura omnia et privilegia concedimus honores et praerogativas, quae iure communi. et legitima consuetudine Ecclesiae Syro-Antiochenae eisdem spectant.

La eparquía de Tiruvalla fue inaugurada el 6 de noviembre de 1933 y Jacob Abraham Theophilos Kalapurakal fue entronizado como su primer obispo. 
La eparquía fue extendida desde el río Pamba en el sur hasta el río Ponnani en el norte y desde el mar Arábigo en el oeste hasta los Ghats occidentales en el este. La eparquía fue luego extendida más hacia el norte desde el río Ponnani por un decreto de la Congregación para las Iglesias Orientales (prot n.º 534/43 de 14 de febrero de 1958) e incluyó en ella la totalidad de la región de Malabar de Kerala, los distritos civiles de Coimbatore y Nilgiris, y Karoor Taluk en el distrito de Thiruchirappally de Tamil Nadu y los distritos de Mysore, Mandya, Coorg, Hassan, Chickamangalore, Shimoga y Kanara del Sur del estado de Karnataka.
El 28 de octubre de 1978 mediante la bula Constat Paulum VI del papa Juan Pablo II fue erigida la eparquía de Bathery separando de Tiruvalla los distritos civiles de Malappuram, Kozhikode y Kannur de Kerala, Nilgiris de Tamil Nadu y Coorg, Mysore, Mandya, Hassan, South Kanara, Chickamangalore y Shimoga de Karnataka.
El 19 de diciembre de 2002 mediante la bula Communitates terrarum del papa Juan Pablo II fue erigida la eparquía de Muvattupuzha separando de Tiruvalla los distritos civiles de Ernakulam, Thrissur y Palakkad de Kerala.
El 3 de diciembre de 2005 el Santo Sínodo de la Iglesia católica siro-malankara decidió elevar a la eparquía de Tiruvalla al estatus de archieparquía metropolitana. Tras obtener el consentimiento de la Santa Sede el arzobispo mayor la elevó a archieparquía el 15 de mayo de 2006, pasando a ser sus sufragáneas las eparquías de Battery y de Muvattupuzha. Al erigirse la eparquía de Puthur el 25 de enero de 2010, pasó a ser sufragánea de Tiruvalla.
La archieparquía de Tiruvalla ha tomado la iniciativa de fundar el Instituto de Investigación Ecuménica St. Ephrem, un colegio de la Universidad de Kottayam, especializado en estudios siríacos.

## Estadísticas
Según el Anuario Pontificio 2021 la archieparquía tenía a fines de 2020 un total de 39 800 fieles bautizados.
| Año                                                                             | Población            | Población  | Población      | Sacerdotes | Sacerdotes    | Sacerdotes    | Bautizados por sacerdote | Diáconos permanentes | Religiosos | Religiosos | Parroquias |
| Año                                                                             | Bautizados católicos | Total      | % de católicos | Total      | Clero secular | Clero regular | Bautizados por sacerdote | Diáconos permanentes | Varones    | Mujeres    | Parroquias |
| ------------------------------------------------------------------------------- | -------------------- | ---------- | -------------- | ---------- | ------------- | ------------- | ------------------------ | -------------------- | ---------- | ---------- | ---------- |
| 1950                                                                            | 15 000               | 1 558 000  | 1.0            | 70         | 60            | 10            | 214                      |                      | 5          | 45         | 69         |
| 1969                                                                            | 33 038               | 18 777 340 | 0.2            | 125        | 108           | 17            | 264                      |                      | 33         | 129        | 64         |
| 1978                                                                            | 33 500               | ?          | ?              | 119        | 101           | 18            | 281                      |                      | 31         | 180        | 151        |
| 1990                                                                            | 43 000               | 1 433 000  | 3.0            | 148        | 103           | 45            | 290                      |                      | 74         | 274        | 168        |
| 1999                                                                            | 55 945               | 14 552 328 | 0.4            | 154        | 121           | 33            | 363                      |                      | 57         | 291        | 184        |
| 2000                                                                            | 56 400               | 14 785 000 | 0.4            | 156        | 123           | 33            | 361                      |                      | 57         | 351        | 185        |
| 2001                                                                            | 56 900               | 13 041 300 | 0.4            | 155        | 121           | 34            | 367                      |                      | 59         | 348        | 185        |
| 2002                                                                            | 56 176               | 13 145 970 | 0.4            | 185        | 130           | 55            | 303                      |                      | 87         | 306        | 187        |
| 2003                                                                            | 36 127               | 5 276 306  | 0.7            | 130        | 95            | 35            | 277                      |                      | 70         | 436        | 126        |
| 2004                                                                            | 36 673               | 5 277 300  | 0.7            | 130        | 92            | 38            | 282                      |                      | 38         | 250        | 130        |
| 2009                                                                            | 37 793               | 5 479 000  | 0.7            | 132        | 107           | 25            | 286                      |                      | 54         | 290        | 133        |
| 2010                                                                            | 37 486               | 5 555 000  | 0.7            | 137        | 112           | 25            | 273                      |                      | 54         | 307        | 133        |
| 2014                                                                            | 40 660               | 4 920 529  | 0.8            | 120        | 100           | 20            | 338                      |                      | 33         | 280        | 136        |
| 2017                                                                            | 42 800               | 5 095 648  | 0.8            | 127        | 107           | 20            | 337                      |                      | 48         | 276        | 136        |
| 2020                                                                            | 39 800               | 5 153 400  | 0.8            | 142        | 105           | 37            | 280                      |                      | 43         | 297        | 134        |
| Fuente: Catholic-Hierarchy, que a su vez toma los datos del Anuario Pontificio. |                      |            |                |            |               |               |                          |                      |            |            |            |

## Episcopologio
- Jacob Abraham Theophilos Kalapurakal † (11 de junio de 1932-25 julio de 1950 renunció)
- Severios Giuseppe Valakuzhyil † (25 de julio de 1950-18 de enero de 1955 falleció)
- Athanasios Cheriyan Polachirakal † (27 de enero de 1955-29 de septiembre de 1977 falleció)
- Isaac Youhanon Koottaplakil † (28 de octubre de 1978-28 de abril de 1987 falleció)
- Geevarghese Timotheos Chundevalel † (30 de abril de 1988-29 de marzo de 2003 retirado)
- Isaac Cleemis Thottunkal (11 de septiembre de 2003-10 de febrero de 2007 nombrado archieparca mayor de Trivandrum)
- Thomas Koorilos Chakkalapadickal, desde el 26 de marzo de 2007